# Coryphaenoides ariommus
Coryphaenoides ariommus är en fiskart som beskrevs av Gilbert och Thompson, 1916. Coryphaenoides ariommus ingår i släktet Coryphaenoides och familjen skolästfiskar. IUCN kategoriserar arten globalt som livskraftig. Inga underarter finns listade i Catalogue of Life.